# DMT, la molécula espiritual
DMT, la molécula espiritual es una película documental estadounidense dirigida por Mitch Schultz.

## Sinopsis
DMT, la molécula espiritual da cuenta de la innovadora investigación en DMT del Dr. Rick Strassman con un enfoque multifacético de este alucinógeno intrigante que se encuentra en el cerebro humano y en cientos de plantas. Se dan entrevistas con una variedad de expertos brindando reflexiones y contando sus experiencias con DMT.

## Elenco
- Terence McKenna (como él mismo; tomas de archivo)
- Ralph Metzner (como él mismo)
- Ralph Abraham (como él mismo)
- Alex Grey (como él mismo)
- Rick Strassman (como él mismo)
- Charles Grob (como él mismo)

## Recepción
DMT, la molécula espiritual en el portal de internet Rotten Tomatoes posee una aprobación de 60% basada en 1,691 reseñas. En FilmAffinity tiene una puntuación de 6,5 sobre 10 computando 235 votos.